# Royaume de Bulgarie
1908–1946
Entités précédentes :
- Principauté de Bulgarie
- Empire ottoman
- Royaume de Roumanie
- Royaume de Yougoslavie
- Royaume de Grèce

Entités suivantes :
- République populaire de Bulgarie
- Royaume de Grèce
- État indépendant de Macédoine
- République fédérative populaire de Yougoslavie
  -  État fédéral de Macédoine
  -  État fédéral de Serbie

Le royaume de Bulgarie est le régime politique en place en Bulgarie de 1908 à 1946, qui voit le jour lorsque la principauté de Bulgarie déclara son indépendance formelle vis-à-vis de l'Empire ottoman, et qui disparaît après la Seconde Guerre mondiale, lors de la mise en place du régime communiste de la république populaire de Bulgarie.

## Histoire
La principauté de Bulgarie est déjà indépendante de fait depuis 1878, mais le 5 octobre 1908, le prince Ferdinand, profitant de la prise du pouvoir des Jeunes-Turcs à Constantinople, déclare l'indépendance pleine et entière de la Bulgarie et s'octroie le titre de tsar des Bulgares.

### Guerres balkaniques
Dès 1911, le gouvernement du royaume de Bulgarie se rapproche du royaume de Grèce et du royaume de Serbie pour monter une alliance contre l'Empire ottoman. En 1912, des traités signés avec ces royaumes voisins, ainsi qu'avec le royaume du Monténégro conviennent d'un partage de la Macédoine et de la Thrace entre les alliés de la Ligue balkanique.
En octobre 1912, la première guerre balkanique est déclarée contre l'Empire ottoman. Les alliés remportent un succès militaire éclatant, les troupes bulgares arrivant aux portes d'Istanbul. Par le traité de Londres, l'Empire ottoman perd l'essentiel de ses dernières possessions européennes.

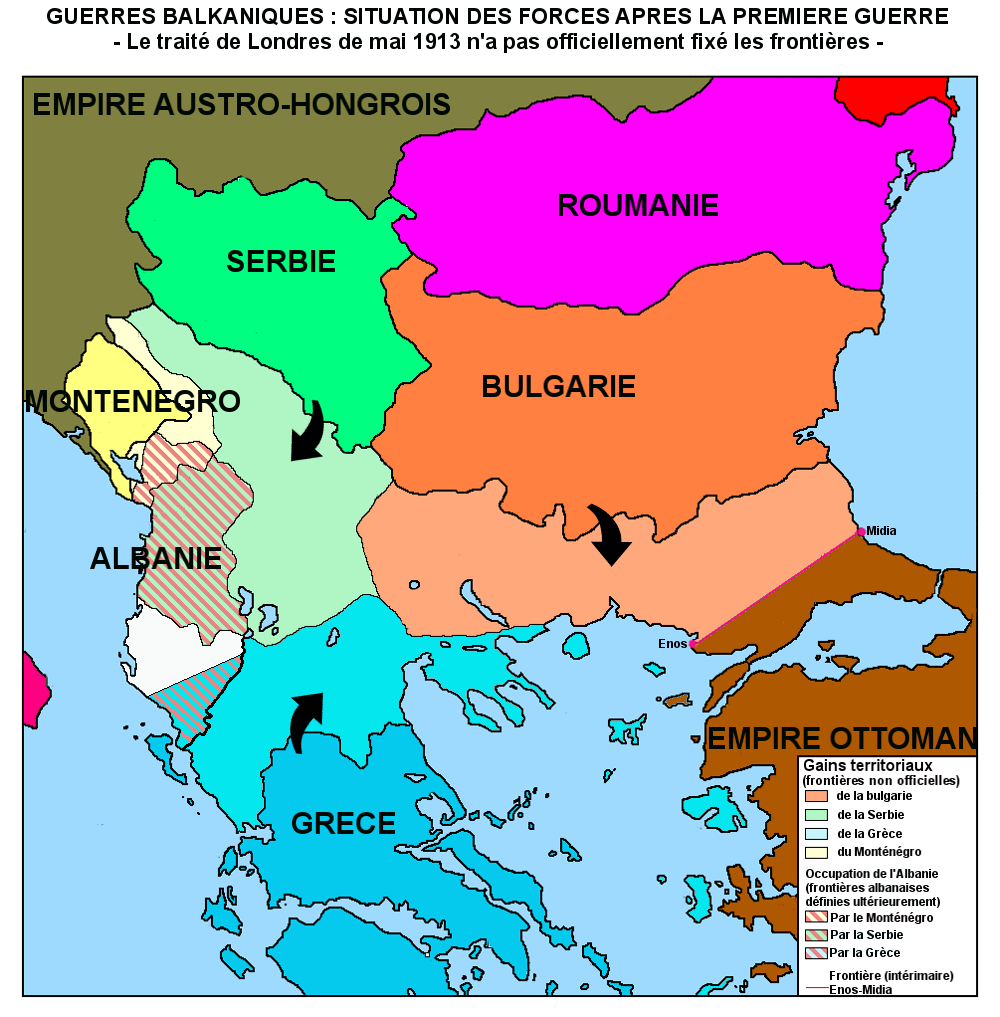
Extension maximale du royaume de Bulgarie en mai 1913.

Ayant subi les plus lourdes pertes, la Bulgarie estime avoir droit à une plus large part des territoires conquis, revendiquant notamment les territoires à majorité bulgarophone de Macédoine. En juin 1913, la Bulgarie attaque la Serbie et la Grèce, mais la deuxième guerre balkanique se conclut pour elle par une défaite. Le traité de Bucarest de 1913 partage la Macédoine entre la Serbie et la Grèce et donne la totalité de la Dobroudja au royaume de Roumanie ; la Bulgarie ne garde qu'un débouché sur la mer Égée.

### Première Guerre mondiale

#### Une alliance disputée
Les guerres balkaniques se sont soldées pour la Bulgarie par un agrandissement de son territoire, malgré sa défaite lors de la deuxième guerre en 1913. Au cours de l'année 1915, le royaume mène des négociations parallèles avec les Alliés et la Triplice : ces échanges portent sur les compensations territoriales à accorder en cas d'intervention dans l'un ou l'autre camp : la Macédoine serbe en cas d'alliance avec la Triplice, une partie de la Thrace turque et des districts en Macédoine serbe (la Serbie recevrait des compensations en Bosnie) en cas d'alliance avec l'Entente. Le 6 septembre 1915, la Bulgarie signe un traité d'alliance avec les empires centraux, qui promettent au tsar Ferdinand la Macédoine ainsi qu'une bonne partie de la Serbie traditionnelle.
Pour les puissances centrales, l'alliance bulgare est essentielle, car elle est susceptible de permettre la création rapide d'une continuité territoriale avec l'Empire ottoman, très dépendant des livraisons de matériel de guerre. Ainsi, les puissances centrales livrent à la Bulgarie au terme des clauses du traité d'alliance 24 000 tonnes de charbon par mois, du matériel ferroviaire et du matériel de guerre en quantité, ainsi que des munitions.

#### L'entrée dans la guerre
Le 5 octobre 1915, la Bulgarie déclare la guerre à la Serbie occupant la Macédoine, le Nord de la Grèce et la Dobroudja. Par le jeu des alliances balkaniques, la Serbie fait alors jouer son alliance avec la Grèce. mais celle-ci se dérobe, la Serbie n'étant pas en mesure de fournir les 150 000 soldats prévus par l'alliance gréco-serbe de 1913.

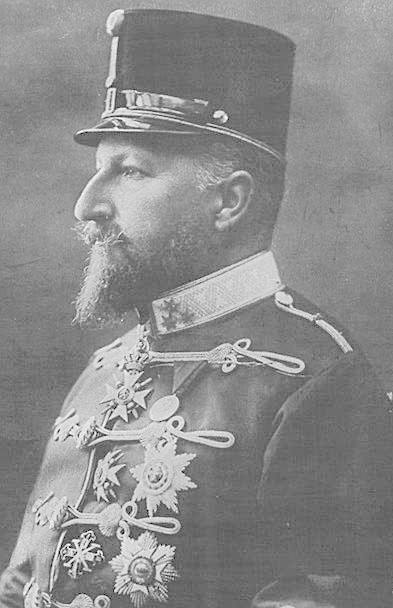
Ferdinand Ier de Bulgarie.

Les troupes serbes doivent faire face à une double offensive, sur son front nord, et sur son front est, qui vient de s'ouvrir avec l'intervention bulgare du côté de la Duplice.

#### La Bulgarie dans la guerre
Rapidement, après la déroute serbe, une fois les buts de guerre bulgares atteints de nombreux hommes d'État et militaires bulgares souhaitent la sortie de la guerre ; dès février 1916, des frictions apparaissent entre les militaires de l'armée impériale et royale et les hommes d'État bulgares.
En 1916, l'armée bulgare joue un rôle important dans la campagne contre la Roumanie, qui est entrée en guerre durant l'été 1916 aux côtés de l'Entente ; en effet, elle oblige la Roumanie à une concentration de troupes sur son front sud. Ainsi, lors des négociations de paix après la débâcle roumaine en février 1918, le royaume de Bulgarie exige la totalité de la Dobroudja, dont une partie lui a été retirée lors de la paix de 1913.
Cependant, cette paix de victoire est mal reçue par la population bulgare, et le Premier ministre, Radoslavov, est obligé de démissionner en juin 1918 ; il est remplacé par Malinov, moins germanophile que son prédécesseur. Lors des offensives alliées sur l'ensemble des fronts, le front stabilisé dans la basse vallée du Vardar depuis fin 1915, vole en éclats lors de l'offensive lancée par Louis Franchet d'Espèrey le 15 septembre 1918. Dès le 25, les troupes alliées menacent les principaux nœuds de communications bulgares ; le front bulgare s'écroule dans les jours suivants. Évoquant le contexte de cette offensive, qui fait changer la nature de la guerre sur le front de Salonique, Churchill, dans ses mémoires, évoque l'abandon du front par les soldats bulgares, qui rentrent simplement chez eux. Cet abandon du front amplifie le succès de l'offensive alliée, a pour conséquence la désagrégation complète de ce front et rend nécessaire, aux yeux du nouveau gouvernement, la demande d'armistice. L'armistice apparaît pour le tsar comme la seule solution pour sortir son pays du conflit.

#### La sortie de la guerre
Le 26 septembre, le haut-commandement bulgare remet au commandant de l'armée de Salonique une demande d'armistice. Le tsar Ferdinand Ier doit abdiquer en faveur de son fils, Boris III, face à des tensions révolutionnaires qui menacent le trône. Le royaume de Bulgarie se retrouve donc dans le camp des vaincus : le traité de Neuilly signé en 1919 lui fait même perdre l'accès à la mer Égée et lui supprime le droit de disposer d'une aviation.

### Entre-deux-guerres (1919-1939)

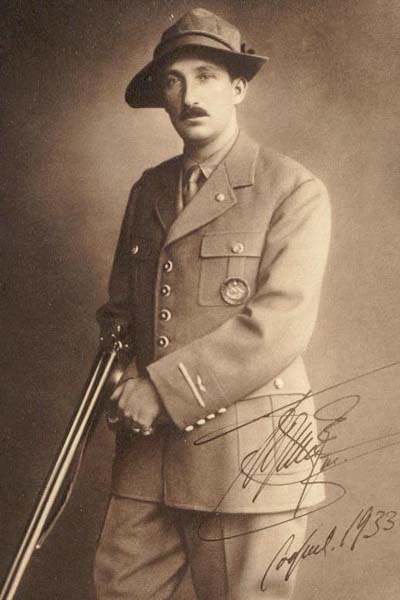
Boris III de Bulgarie.

Alexandre Stamboliyski (1879-1923) devient en 1919 chef d'un gouvernement de coalition ; les élections (en) de mars 1920 donnent une forte majorité à son parti.
Le royaume de Bulgarie se voit infliger de lourdes réparations de guerre envers le royaume de Roumanie et le royaume des Serbes, Croates et Slovènes. Malgré d'importantes difficultés sociales et économiques et l'hostilité du tsar, Stambolijski met en œuvre une politique de réformes. L'opposition qu'il rencontre l'amène à rechercher une alliance avec le Parti communiste bulgare et à ouvrir des relations diplomatiques avec l'Union soviétique. Le coup d'État du 9 juin 1923 mené par l'armée et les partis nationalistes renverse Stambolijski, qui est assassiné. Alexandre Tsankov, soutenu par le tsar, forme un gouvernement conservateur. Une insurrection menée en avril 1923 par le Parti communiste bulgare est un échec. Le 16 avril 1925, les communistes réalisent un attentat contre le tsar et le gouvernement à la cathédrale Sainte-Nédélia de Sofia : cent cinquante personnes y trouvent la mort, mais le Premier ministre, blessé, et le tsar survivent à cette tentative d'assassinat. En 1926, le régime se démocratise, le tsar obtenant le départ de Tsankov : une amnistie est prononcée, bien que le Parti communiste demeure interdit.
Pendant l'entre-deux-guerres et en prenant exemple sur l'Allemagne, le tsar Boris III contourne une à une les clauses du traité de Neuilly, de façon indirecte tout d'abord, puis ouvertement à partir des années 1930. C'est ainsi qu'il parvient à refonder une armée de l'air dès 1935. Dans le même temps, il soumet la Bulgarie à un régime autoritaire après une période où s'entretuent communistes, révolutionnaires macédoniens et ligues fascistes.
En 1931, les agrariens, réorganisés, remportent les élections (en), Nikola Mushanov devenant chef du gouvernement. Mais la Bulgarie subit bientôt les effets de la Grande Dépression et les tensions sociales reprennent. Le 19 mai 1934, un coup d'État (en) du Zveno amène Kimon Georgiev (1882-1969) à la tête d'un gouvernement militaire autoritaire. Mais, le 22 janvier 1935, le tsar Boris III, craignant les visées républicaines de Georgiev, réalise son propre coup d'État et instaure un régime de monarchie autoritaire. Le parlement est restauré, mais l'activité des partis politiques n'est pas rétablie.

### Seconde Guerre mondiale

#### Neutralité (1939 – 1941)
Objet des rivalités germano-soviétiques, après la signature du pacte de 1939, le pays se rapproche de plus en plus de l'Axe jusqu'à l'invasion de la Yougoslavie. En effet, dès la fin 1940, les intérêts soviétiques sont clairement définis dans un rapport présenté au roi Boris, ceux-ci se limitent au littoral de la mer Noire, littoral pour lequel ils manifestent le plus grand intérêt au début de l'année 1941.
Au début de l'année 1941, en dépit de proclamations rassurantes, qui ne dupent cependant pas les diplomates soviétiques, la Bulgarie se rapproche de plus en plus du Reich, ce qui suscite des réactions désordonnées de la part des diplomates bulgares partisans de la neutralité.
Cet indéniable échec diplomatique de la Russie est perçu par les diplomates russes comme un des épisodes de la lutte pour le contrôle des détroits du Bosphore et des Dardanelles, la Bulgarie étant alors considérée comme un moyen pour étendre l'influence soviétique dans cette direction ; cette dernière, officiellement neutre est néanmoins mise en garde contre les prétentions soviétiques à la fois par la Reich et par la Grande-Bretagne. Une fois dans le camp allemand, la Bulgarie s'aligne sur la politique du Reich, et tente d'assurer une large publicité aux objectifs soviétiques.
Lorsque la Seconde Guerre mondiale éclate, en 1939, le tsar et son gouvernement se déclarent déterminés à rester neutres jusqu'à la fin des hostilités, mais espèrent profiter de la situation pour en retirer quelques bénéfices en matière d'agrandissements territoriaux, tout particulièrement dans les territoires habités majoritairement par des populations bulgares et attribuées aux pays voisins à l'issue de la seconde guerre des Balkans et de la Première Guerre mondiale. Cependant, la position géopolitique de la Bulgarie dans les Balkans va faire voler en éclats ces velléités de neutralité tant sont fortes les pressions exercées par les différentes puissances.
Bogdan Filov devient Premier ministre le 16 février 1940. Cet homme d'extrême-droite est de culture allemande et germanophile notoire. La germanophilie du tsar et du Premier ministre contraste avec les sentiments russophiles de la population. C'est d'abord par la négociation que la Bulgarie obtient une expansion territoriale aux dépens du royaume de Roumanie : À la suite des accords de Craiova le Sud de la Dobroudja est rattaché à la Bulgarie le 7 septembre 1940.
Ainsi, objet de discorde, la Bulgarie observe une neutralité de moins en moins stricte au fil de l'hiver 1940 – 1941. Elle devient l'alliée des forces de l'Axe jusqu'au 9 septembre 1944 où elle bascule du côté des Alliés jusqu'à la fin de la guerre. Le 1er mars 1941, est officialisée l'adhésion de la Bulgarie à l'Axe, par une cérémonie à laquelle sont convoqués le président du Conseil et le ministre des Affaires étrangères bulgares, et par l'entrée de troupes allemandes dans le royaume de Bulgarie.
Par rapport à d'autres pays comme le royaume de Hongrie ou le royaume de Roumanie qui sont au même titre que la Bulgarie des satellites opportunistes de l'Allemagne nazie entendant tirer des avantages territoriaux d'une alliance avec l'Allemagne, la Bulgarie a maintenu des relations diplomatiques avec l'Union soviétique jusqu'à la fin du conflit mondial.

#### Alliance avec les forces de l'Axe (1941 – 1944)
En novembre 1940, lors d'une rencontre avec Adolf Hitler à Berlin, Molotov manifeste la volonté de l'Union soviétique de placer la Bulgarie dans sa sphère d'influence. Le refus de l'Allemagne sera l'un des facteurs déclenchant la fin du Pacte germano-soviétique conclu en août 1939, et indirectement, pour la Bulgarie, la fin de la période de neutralité.
La Bulgarie se voit contrainte de rejoindre les forces de l'Axe en 1941, lorsque la Wehrmacht se préparant à envahir la Grèce à partir de la Roumanie, se présente à la frontière bulgare et demande l'autorisation de traverser le pays. En acceptant, le tsar Boris devient l'allié des Allemands, mais l'adhésion au pacte n'est officielle que le 1er mars 1941.

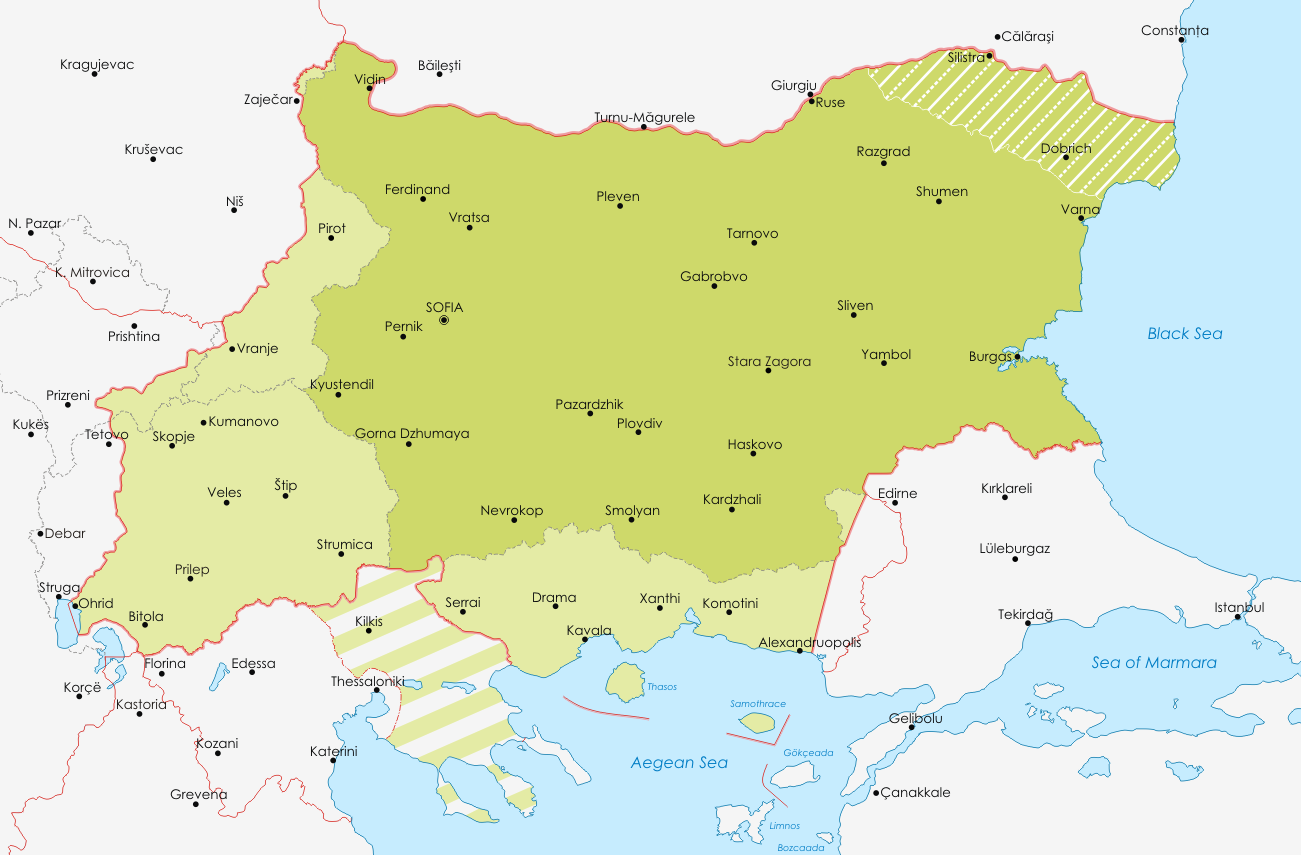
L'occupation bulgare en Grèce et Yougoslavie.

Le 6 avril, malgré son adhésion à l'Axe, la Bulgarie limite son activité militaire durant les premières phases de l'invasion de la Yougoslavie et de la bataille de Grèce, laissant les Allemands et les Italiens effectuer les opérations décisives. La reddition de la Yougoslavie a lieu le 17 avril et celle de la Grèce le 30 avril.
Le 20 avril, la Bulgarie adopte une attitude plus active : les troupes bulgares pénètrent dans la région de la mer Égée avec comme objectif des gains territoriaux en Thrace et en Macédoine grecque. Les Bulgares occupent un territoire situé entre la Strouma (Strymon) et une ligne de démarcation reliant Alexandroupolis à Svilengrad, à l'ouest de la Maritsa. En plus d'Alexandroupolis, cette zone comprend les villes de Komotiní, Serrès, Xánthi, Dráma et Kavála, ainsi que les îles de Thasos et Samothrace. Les territoires correspondant à la Macédoine yougoslave — devenue par la suite la Macédoine du Nord — et l'Est de la Serbie sont occupés par les Bulgares.
Le 22 juin 1941, la Bulgarie ne participe pas à l'invasion de l'URSS aux côtés de son allié allemand. Des liens diplomatiques sont au contraire maintenus avec le régime soviétique. Le gouvernement bulgare est néanmoins forcé par les Allemands à déclarer la guerre au Royaume-Uni et aux États-Unis à la fin 1941. Les Alliés bombarderont 6 fois Sofia et d'autres villes de Bulgarie entre novembre 1943 et janvier 1944
L'invasion de l'URSS par les Allemands provoque une vague de manifestations et la constitution par le Parti communiste bulgare clandestin d'un mouvement de résistance, le Front patriotique. Le Zveno, parti politique clairement situé à droite mais hostile à l'alliance avec les nazis, adhère au Front patriotique en 1943. Les détachements de partisans sont particulièrement actifs dans les zones montagneuses de l'Ouest et du Sud du pays.
En août 1943, après un voyage en Allemagne, le tsar Boris III meurt soudainement, de façon assez mystérieuse, laissant sa succession à son fils Siméon II, âgé de six ans. Les trois hommes qui constituent le conseil de régence, le prince Kiril, l'ancien président du Conseil Bogdan Filov et le ministre de la Guerre Nikola Mihailov Mihov (en) sont tous favorables au maintien de l'alliance avec l'Allemagne. Le prince Kiril se rend plusieurs fois à Berlin, non pas pour discuter, mais pour recevoir les ordres d'Hitler.
Après le débarquement allié en Normandie, Ivan Ivanov Bagrianov forme un nouveau gouvernement qui tente d'infléchir la politique pro-allemande du gouvernement. Les lois anti-juives sont abrogées et les prisonniers politiques amnistiés ; les communistes se voient proposer d'entrer au gouvernement. À l'été 1944, après avoir enfoncé les lignes de défense allemandes, autour de Iași et de Chișinău, l'Armée rouge s'approche des Balkans et de la Bulgarie. Dès le 1er août, Bagrianov doit démissionner pour laisser la place à l'agrarien Konstantin Mouraviev, qui proclame la neutralité du pays et tente d'obtenir un accord de paix avec les Alliés. Le 23 août 1944, le royaume de Roumanie quitte le camp des forces de l'Axe et déclare la guerre à l'Allemagne. Les Roumains autorisent alors les Soviétiques à traverser leur territoire pour pénétrer en Bulgarie. Les régents demandent alors aux représentants de l'opposition de former un gouvernement, mais les représentants du Front patriotique refusent de coopérer avec les régents qui forment alors un gouvernement modéré recrutés essentiellement parmi les agrariens.

#### La situation intérieure
Une des particularités de la Bulgarie parmi les forces de l'Axe est que le rôle du Parlement de Sofia, la Sobranje est effectif : le travail parlementaire normal s'effectue conformément aux textes constitutionnels, on critique et l'on amende l'action gouvernementale. Une revue indépendante, Mir, de tendance plutôt conservatrice est autorisée à publier certaines critiques, aussi bien sur la politique intérieure que sur la politique extérieure. Après mars 1941, les représentants de l'opposition politique connue pour leurs opinions antiallemandes, sont internés, mais la plupart d'entre eux sont relâchés en juin 1941. Les seuls à être victimes d'une persécution générale sont les communistes.

#### Les Juifs en Bulgarie
L'ancienne Bulgarie comptait 50 000 Juifs. Dans les territoires conquis aux dépens de la Grèce et de la Yougoslavie vivent environ 15 000 Juifs. Les Juifs bulgares sont, dans leur grande majorité des urbains, souvent ouvriers. Ils ne sont pas spécialement riches, et l'antisémitisme n'est pas spécialement développé en Bulgarie. Pour exprimer l'état de l'opinion à l'égard des Juifs, Hilberg écrit que les Juifs « n'éveillaient ni une sympathie extraordinaire, ni une hostilité exceptionnelle ».
Cette absence d'antisémitisme déclaré n'empêche pas que des lois anti-juives soient adoptées par le Parlement. En septembre 1939, la Bulgarie a adopté ses premières mesures officiellement antisémites, avec un décret d'expulsion des Juifs étrangers. En janvier 1941, sur l'insistance des Allemands, et malgré les réticences du tsar et les protestations des partis d'opposition, le pays adopte la « Loi pour la défense de la Nation », qui prévoit un recensement de tous les Juifs vivant en Bulgarie, et limite les droits de la population juive à participer à la vie économique et sociale. Selon la loi, promulguée le 21 janvier 1941, les mariages mixtes sont interdits, les fonctionnaires juifs sont renvoyés et un numerus clausus est instauré parmi les travailleurs indépendants, mais un tribunal administratif suprême exclut de la loi une catégorie de « Juifs privilégiés », par exemple les anciens combattants et les orphelins de guerre. Les entreprises qui ne sont pas autorisées à poursuivre leurs activités sont vendues d'office ou soumises à une « aryanisation » obligatoire.
Beaucoup de Juifs non fortunés ne sont pas touchés par ces mesures d'expropriation, mais sont engagés dans le service du travail obligatoire, comme les autres citoyens bulgares. Le Service allemand du travail refuse alors toute coopération avec le Service bulgare du travail, et l'ambassadeur allemand Beckerle obtient qu'à partir d'août 1941 soit créé un service du travail juif spécial où les Juifs ne portent pas l'uniforme, mais une étoile. Ils sont 3 300 en juin 1942 et 10 000 au printemps 1943.
À partir de la fin de l'année 1941, les Allemands exercent des pressions de plus en plus fortes pour que les Juifs soient concentrés avant d'être déportés. Lorsque les Allemands pensent avoir fait avancer les choses en ce sens, par exemple, en juin 1942, lorsque le ministre de l'Intérieur Grabowski demande l'autorisation d'expulser tous les Juifs de la capitale, les pouvoirs en Bulgarie sont suffisamment disséminés à de multiples échelons pour que toutes les mesures décisives que souhaitent les Allemands soient, de fait, bloquées. Le tsar Boris entretient de bonnes relations avec le consistoire juif. À la suite d'une manifestation de 350 Juifs dans la cour du ministère de l'Intérieur, Grabowski fait machine arrière. L'Église orthodoxe s'engage en faveur des Juifs : le 27 septembre 1942, le métropolite Stéphane donne le coup d'envoi d'une campagne contre le port de l'étoile dans un sermon où il affirme qu'« il n'appartenait pas aux hommes de torturer ou de persécuter les Juifs ». Des mesures d'expulsion de tous les Juifs de Sofia sont bien mises en œuvre par les autorités bulgares, et pour les Allemands, il s'agit d'un prélude à une déportation finale, mais les Bulgares sauront opposer une inertie suffisante pour bloquer les projets allemands.
Si les Juifs de la « Vieille Bulgarie » sont donc préservés du plan d'extermination prévu par les nazis, ceux des nouveaux territoires annexés en 1941, - Thrace et Macédoine -, ont été déportés et exterminés dans leur grande majorité. En janvier 1943, le nazi Theodor Dannecker, adjoint d'Adolf Eichmann, arrive de France pour piloter les opérations de déportations en Bulgarie. Le 5 avril, sur les 6 000 Juifs de Thrace, 4 221 ont été déportés et 7 122 sur les 8 000 Juifs de Macédoine. Dimitar Pechev, vice-président de la Săbranje, le parlement bulgare, présente alors une motion de censure accusant le gouvernement d'atrocités qui se seraient produites au cours des déportations. La déportation de 6 000 Juifs de Vieille Bulgarie, promise aux Allemands, est alors stoppée.
Le 30 août 1944, les journaux de Sofia annonce que le gouvernement a décidé d'abroger toute la législation antisémite.

#### Dans le camp des Alliés (1944 – 1945)
À l'automne 1944, l'Armée rouge s'approche de la frontière bulgare. La Bulgarie, qui avait jusque-là évité le conflit avec l'URSS : un nouveau gouvernement, dirigé par l'agrarien modéré Konstantin Muraviev, est formé en hâte le 2 septembre pour tenter de sauver la situation, et demande aux troupes allemandes de quitter le pays. Le 6 septembre, la Bulgarie change de camp et déclare la guerre à l'Allemagne nazie. Mais cela n'empêche pas les Soviétiques, deux jours plus tard, de déclarer la guerre à la Bulgarie et de passer la frontière : le 8 septembre 1944, se trouve ainsi en guerre à la fois contre l'URSS et contre le Reich. Les troupes soviétiques occupent le Nord-Est du pays et notamment les ports de Varna et de Bourgas ; l'armée bulgare reçoit l'ordre de ne pas opposer de résistance.
Dans la nuit du 8 au 9 septembre 1944, un coup d'État militaire organisé par Damian Veltchev, un officier membre du Zveno, donne le pouvoir au Front patriotique. Les membres du conseil de régence sont contraints, avant d'être arrêtés, de nommer un nouveau gouvernement avec Kimon Georgiev comme Premier ministre. Le prince Kiril est exécuté en février de l'année suivante. L'Allemagne tente, sans succès, d'imposer un gouvernement fantoche dirigé par Alexandre Tsankov. En Macédoine, des officiers bulgares de haut rang restent fidèles à leur encadrement allemand, mais les troupes se révoltent et regagnent les frontières de l'ancienne Bulgarie.
Trois armées bulgares, regroupant quelque 500 000 hommes, participent à l'effort de guerre allié en entrant en Yougoslavie avec l'objectif de bloquer le repli des troupes allemandes stationnées en Grèce. L'Est et le Sud de la Serbie ainsi que la Macédoine sont libérées en un mois et les 150 000 hommes de la première armée poursuivent le combat en Hongrie et, en avril 1945, en Autriche. Le contact avec les Britanniques de le 8e armée se fait à Klagenfurt, le 8 mai 1945.

#### Prise de pouvoir communiste et fin de la monarchie
Le front commun ayant pris le pouvoir est composé de quatre partis, dont les plus importants sont l'Union agrarienne et les communistes. Ces derniers prennent cependant rapidement le contrôle : une épuration sauvage est mise en œuvre dès septembre 1944, visant l'élite politique du pays et les opposants, suivie d'une épuration « légale » menée par des « tribunaux populaires ». Les familles des condamnés sont contraintes à la relégation. La classe politique bulgare est décapitée. À la suite de la Seconde Guerre mondiale, les communistes bulgares et les Soviétiques organisent un plébiscite qui abolit la monarchie, recevant officiellement 97 % des suffrages. Le régime communiste de la république populaire de Bulgarie, dont le principal dirigeant est Georgi Dimitrov (1882-1949), est installé en Bulgarie ; le roi Siméon II part pour l'exil.
Le traité de Paris de 1947 confirme le rattachement de la Dobroudja du Sud à la Bulgarie, alors que les territoires sur les bords de la mer Égée sont restitués à la Grèce. 150 000 Bulgares sont alors expulsés de Thrace devenue grecque.